# Клуб 500 хоум-ранов
В Главной лиге бейсбола (МЛБ) в клуб 500 хоум-ранов входят отбивающие, которые за свою карьеру выбили 500 или более хоум-ранов в регулярном чемпионате МЛБ. Первым бейсболистом, покорившим данное достижение, стал Бейб Рут 11 августа 1929 года. Всего за свою карьеру Рут выбил 714 хоум-ранов и был лидером МЛБ по этому показателю почти 40 лет, пока в 1974 году Хэнк Аарон не превзошёл его. Рекорд Аарона в 755 хоум-ранов продержался до 2007 года, когда Барри Бондс установил новый — 762 хоум-рана. Всего, по данным на конец сезона 2022 года в клуб 500 хоум-ранов входит 28 человек.
Среди бейсболистов, входящих в клуб 500 хоум-ранов, 15 были правшами, 11 — левшами, а двое отбивали как левой, так и правой рукой. Семь представителей клуба — Хэнк Аарон, Уилли Мейс, Эдди Мюррей, Рафаэль Палмейро, Алекс Родригес, Альберт Пухольс и Мигель Кабрера также входят в клуб 3000 хитов. Алекс Родригес выбил свой 500-й хоум-ран в возрасте 32 лет и 8 дней, став самым молодым игроком, которому покорилось данное достижение. Позже других в этот клуб вошёл Тед Уильямс — в возрасте 41 года и 291 дня.
Ранее попадание в клуб 500 хоум-ранов было гарантией включения в Национальный бейсбольный Зал славы, однако в последние годы многие стали считать, что это уже не так. Это связано с падением престижа клуба из-за большого количества новых членов. Так с 1999 по 2009 год в него вошло 10 новых членов. Кроме того, некоторые игроки, попавшие туда в последнее время, стали фигурантами антидопинговых скандалов. Поэтому семь игроков клуба — Барри Бондс, Алекс Родригес, Марк Макгвайр, Рафаэль Палмейро, Мэнни Рамирес,  Гари Шеффилд и Самми Соса хотя и имеют право быть избранным в Зал славы, так пока и не попали туда. А Рафаэль Палмейро в 2014 году полностью потерял шансы попасть в Зал славы.

## Члены клуба
| Легенда   | Легенда                                                        |
| --------- | -------------------------------------------------------------- |
| Хоум-раны | Количество хоум-ранов а карьеру                                |
| Дата      | Дата когда игрок сделал 500-й хоум-ран                         |
| Команда   | Команда, за которую выступал игрок когда сделал 500-й хоум-ран |
| Сезоны    | Сезоны игрока в МЛБ                                            |
|           | Член Бейсбольного Зала славы                                   |
|           | Действующий игрок                                              |

Статистика представлена на конец сезона 2022 года
| Игрок                | Фото | Хоум-раны | Дата             | Команда                          | Сезоны в МЛБ         | Прим.         |
| -------------------- | ---- | --------- | ---------------- | -------------------------------- | -------------------- | ------------- |
| Барри Бондс          |      | 762       | 17 апреля 2001   | Сан-Франциско Джайентс           | 1986—2007            | [ 10 ]        |
| Хэнк Аарон           |      | 755       | 14 июля 1968     | Атланта Брэйвз                   | 1954—1976            | [ 11 ]        |
| Бейб Рут             |      | 714       | 11 августа 1929  | Нью-Йорк Янкис                   | 1914—1935            | [ 12 ]        |
| Альберт Пухольс      |      | 703       | 22 апреля 2014   | Лос-Анджелес Энджелс из Анахайма | 2001—2022            | [ 13 ]        |
| Алекс Родригес       |      | 696       | 4 августа 2007   | Нью-Йорк Янкис                   | 1994—2013, 2015—2016 | [ 3 ] [ 14 ]  |
| Уилли Мейс           |      | 660       | 13 сентября 1965 | Сан-Франциско Джайентс           | 1951—1952, 1954—1973 | [ 15 ]        |
| Кен Гриффи (младший) |      | 630       | 20 июня 2004     | Цинциннати Редс                  | 1989—2010            | [ 16 ]        |
| Джим Том             |      | 612       | 16 сентября 2007 | Чикаго Уайт Сокс                 | 1991—2012            | [ 5 ] [ 17 ]  |
| Самми Соса           |      | 609       | 4 апреля 2003    | Чикаго Кабс                      | 1989—2005, 2007      | [ 18 ]        |
| Фрэнк Робинсон       |      | 586       | 13 сентября 1971 | Балтимор Ориолс                  | 1956—1976            | [ 19 ]        |
| Марк Макгвайр        |      | 583       | 5 августа 1999   | Сент-Луис Кардиналс              | 1986—2001            | [ 20 ]        |
| Хэрмон Килибрю       |      | 573       | 10 августа 1971  | Миннесота Твинс                  | 1954—1975            | [ 21 ]        |
| Рафаэль Палмейро     |      | 569       | 11 мая 2003      | Техас Рейнджерс                  | 1986—2005            | [ 22 ]        |
| Реджи Джексон        |      | 563       | 17 сентября 1984 | Калифорния Энджелс               | 1967—1987            | [ 23 ]        |
| Мэнни Рамирес        |      | 555       | 31 мая 2008      | Бостон Ред Сокс                  | 1993—2011            | [ 24 ] [ 25 ] |
| Майк Шмидт           |      | 548       | 18 апреля 1987   | Филадельфия Филлис               | 1972—1989            | [ 26 ]        |
| Дэвид Ортис          |      | 541       | 12 сентября 2015 | Бостон Ред Сокс                  | 1997—2016            | [ 27 ]        |
| Микки Мэнтл          |      | 536       | 14 мая 1967      | Нью-Йорк Янкис                   | 1951—1968            | [ 28 ]        |
| Джимми Фокс          |      | 534       | 24 сентября 1940 | Бостон Ред Сокс                  | 1925—1942, 1944—1945 | [ 29 ]        |
| Уилли Маккови        |      | 521       | 30 июня 1978     | Сан-Франциско Джайентс           | 1959—1980            | [ 30 ]        |
| Фрэнк Томас          |      | 521       | 28 июня 2007     | Торонто Блю Джейс                | 1990—2008            | [ 31 ] [ 32 ] |
| Тед Уильямс          |      | 521       | 17 июня 1960     | Бостон Ред Сокс                  | 1939—1942, 1946—1960 | [ 33 ]        |
| Эрни Бэнкс           |      | 512       | 12 мая 1970      | Чикаго Кабс                      | 1953—1971            | [ 34 ]        |
| Эдди Мэтьюс          |      | 512       | 14 июля 1967     | Хьюстон Астрос                   | 1952—1968            | [ 35 ]        |
| Мэл Отт              |      | 511       | 1 августа 1945   | Нью-Йорк Джайентс                | 1926—1947            | [ 36 ]        |
| Мигель Кабрера       |      | 511       | 22 августа 2021  | Детройт Тайгерс                  | 2003—2023            | [ 37 ]        |
| Гари Шеффилд         |      | 509       | 17 апреля 2009   | Нью-Йорк Метс                    | 1988—2009            | [ 2 ] [ 38 ]  |
| Эдди Мюррей          |      | 504       | 6 сентября 1996  | Балтимор Ориолс                  | 1977—1997            | [ 39 ]        |